# Auboué
Auboué é uma comuna francesa na região administrativa de Grande Leste, no departamento de Meurthe-et-Moselle. Estende-se por uma área de 4,54 km². Em 2010 a comuna tinha 2 585 habitantes (densidade: 569,4 hab./km²).